# El Carmen (El Salvador)
El Carmen é um município do departamento de Cuscatlán, em El Salvador. Sua população estimada em 2007 era de 13 345 habitantes.